# インドネシアン・エアロスペース
インドネシアン・エアロスペース Indonesian Aerospace (IAe) (インドネシア語: PT. Dirgantara Indonesia (DI))はインドネシアの国策で設立された航空機製造会社である。民間機から軍用機まで設計開発生産する。
1976年に国有企業としてスハルト政権下で設立された。航空機の開発と生産だけでなく通信、自動車、海洋、情報技術、石油とガス、制御と自動化、軍事、シミュレーション技術、産業用タービンと技術サービスを行う。
設立当初の名称はIndustri Pesawat Terbang Nurtanio (IPTN)であったが、1985年にIndustri Pesawat Terbang Nusantara (IPTN)に、そして2000年に現在の名称へと変更された。
メッサーシュミット等、海外から技術者を招聘してスハルト政権の庇護の下、開発を進めた。

## 生産した航空機

### 固定翼機
いくつかの固定翼機を生産する。:
- CN-235 民間、軍用、海洋（スペインのCASAと合弁事業）。
- NC 212 CASA C-212 アヴィオカーのライセンス生産
- N 250 ターボプロップ民間機の試作機だがアジア通貨危機で中止。1995年8月10日に55分間初飛行。
- N 2130 計画段階のジェット民間機。アジア通貨危機で試作機が建造される前に中止。
- N-219 Nurtanio ターボプロップ機を開発中。
- KF-21 韓国航空宇宙産業と共同で開発中の戦闘機。

### 回転翼機
複数のヘリコプターを生産した。:
- NAS 330J,アエロスパシアルピューマのライセンス生産
- NAS 332,ユーロコプター・スーパーピューマのライセンス生産
- NBell 412,ベル 412のライセンス生産
- NBO 105,MBB Bo 105のライセンス生産